# Thauron
Thauron – miejscowość i gmina we Francji, w regionie Nowa Akwitania, w departamencie Creuse.
Według danych na rok 1990 gminę zamieszkiwało 190 osób, a gęstość zaludnienia wynosiła 9 osób/km² (wśród 747 gmin Limousin Thauron plasuje się na 441. miejscu pod względem liczby ludności, natomiast pod względem powierzchni na miejscu 315.).